# Tikva
Tikva es un pueblo ubicado en la municipalidad de Nova Varoš, en el distrito de Zlatibor, Serbia.

## Superficie
Posee una superficie de 9,591 kilómetros cuadrados.

## Demografía
Hasta 2011 la población era de 66 habitantes, con una densidad de población de 6,882 habitantes por kilómetro cuadrado.